# August von Dewitz (Geistlicher)
August Karl Ludwig von Dewitz (* 3. Juni 1836 in Stargard in Pommern; † 4. Januar 1887 in Niesky) war ein deutscher evangelischer Geistlicher der Herrnhuter Brüdergemeine und Direktor ihrer Missionsschule.

## Leben
August von Dewitz (Nr. 245 der Geschlechtszählung) entstammte dem pommerschen Adelsgeschlecht von Dewitz; er war der älteste Sohn des gleichnamigen Generalmajors August von Dewitz und seiner Frau Miranda, geb. von Dewitz (1810–1873). Gottfried von Bülow war sein Schwager.
Er wuchs auf in einer von der pommerschen Erweckungsbewegung geprägten Familie und wurde auf das Pädagogium der Brüdergemeine in Niesky geschickt. Nach dessen Abschluss entschied er sich für den Dienst in der Brüdergemeine, womit zum ersten Mal der Kreis der traditionellen und standesgemäßen Berufe der Gesamtfamilie überschritten wurde.
Nach Abschluss seines Theologiestudiums war er zunächst einige Jahre als Inspektor am Pädagogium in Niesky tätig und wurde dann Prediger der Kolonie Gandenfrei (heute Piława Górna) im Landkreis Reichenbach (Eulengebirge).
Nachdem die deutsche Provinzialsynode der Brüdergemeine 1868 die Errichtung einer Missionsschule beschlossen hatte, eröffnete August von Dewitz am 1. Februar 1869 die bis zu seinem Tod von ihm erfolgreich geleitete Ausbildungsstätte für Missionare der Brüdergemeine in Niesky.
August von Dewitz verfasste mehrere Berichte über die Missionsgebiete der Herrnhuter, insbesondere in Labrador und Dänisch-Westindien.
Am 25. Oktober 1869 heiratete er in Niesky Alma, geb. Gruschwitz (1847–1921). Das Paar hatte vier Söhne, von denen einer im Säuglingsalter starb, und zwei Töchter.

## Schriften
- An der Küste Labrador’s. Oder: Innere Mission im Gebiet der Heidenmission. Niesky 1881
- In Dänisch-Westindien: Hundert und fünfzig Jahre der Brüdermission in St. Thomas, St. Croix und St. Jan.
Band 1: Die erste Streiterzeit in des Grafen von Zinzendorf Tagen: von 1732–1760. Niesky: Gnadau 1882 (mehr nicht erschienen)
2. Auflage unter dem Titel In Dänisch-Westindien. Anfänge der Brüdermission in St. Thomas, St. Croix und St. Jan von 1732–1760. Niesky 1898